# Брежу-Гранди
Брежу-Гранди (порт. Brejo Grande)  —  муниципалитет в Бразилии, входит в штат Сержипи. Составная часть мезорегиона Восток штата Сержипи. Входит в экономико-статистический  микрорегион Проприя. Население составляет 7398 человек на 2006 год. Занимает площадь 149,2 км². Плотность населения — 49,58 чел./км².

## История
Город основан 2 октября 1926 года. 

## Статистика
- Валовой внутренний продукт на 2004 составляет 70.127.162,00 реалов (данные: Бразильский институт географии и статистики).
- Валовой внутренний продукт на душу населения на 2004 составляет 9.595,94 реалов (данные: Бразильский институт географии и статистики).
- Индекс развития человеческого потенциала на 2000 составляет 0,550 (данные: Программа развития ООН).